# Domenico Bernasconi
Domenico Bernasconi, detto "Pasqualino" (Laglio, 17 novembre 1902 – Como, 31 gennaio 1978), è stato un pugile italiano, partecipante alle Olimpiadi di Parigi 1924, campione d'Italia, due volte campione europeo e sfidante al titolo mondiale dei pesi gallo.
Non ha mai perso un incontro prima del limite.

## Biografia

### Carriera da dilettante
Bernasconi fu campione italiano dilettanti, nei pesi gallo, a Firenze, nel 1924.
Grazie a questo successo, rappresentò l'Italia alle Olimpiadi di Parigi dello stesso anno. Fu eliminato al primo turno nel torneo dei pesi gallo, perdendo dal francese Jean Ces, che poi vincerà la medaglia di bronzo..

### Carriera da professionista
Bernasconi passa al professionismo subito dopo le olimpiadi parigine. Il 5 maggio 1925 incontra Tullio Alessandri per il titolo italiano di pesi gallo, mettendolo al tappeto al quarto round. Tenta due volte senza successo la scalata al titolo europeo detenuto dal belga Henri Scillie, a Milano, rispettivamente nel 1925 e nel 1926, perdendo ai punti in quindici riprese.
Dopo la rinuncia al titolo di Scillie, Bernasconi è proclamato d'ufficio campione europeo. Poi è dichiarato decaduto e designato a combattere lo spareggio con l'altro belga Nicolas Petit-Biquet. Conquista il titolo europeo, il 10 marzo 1929 a Milano, battendolo a punti.
Da questo momento, la sua carriera si incrocia con quella del panamense Al Brown, uno dei più forti pugili di tutti i tempi. Alto 1.80 e con un allungo decisamente superiore a quello di un normale peso gallo, Brown era anche dotato di un'agilità sorprendente. Il 29 marzo 1929, a Madrid, Bernasconi lo manda al tappeto con un terribile colpo al mento. Brown si rialza e vince ai punti in dieci riprese, con un verdetto che suscita rumorose proteste da parte del pubblico madrileno.
Il 2 giugno 1929 Bernasconi mette in palio con successo sia il titolo europeo che quello italiano contro Rinaldo Castellenghi, sconfiggendolo per KO al nono round. Lo perde a Barcellona, il 26 settembre dello stesso anno, contro lo spagnolo Carlos Flix, ai punti.
Il 23 luglio 1930, a Brooklyn, affronta nuovamente Panama Al Brown. Anche in questo combattimento manda al tappeto l'avversario e poi perde ai punti. 
Il 19 marzo 1932 Bernasconi conquista per la seconda volta il titolo europeo, mettendo Ko il rumeno Lucian Popescu al terzo round, con un colpo micidiale.

### Campione del mondo per soli tre minuti

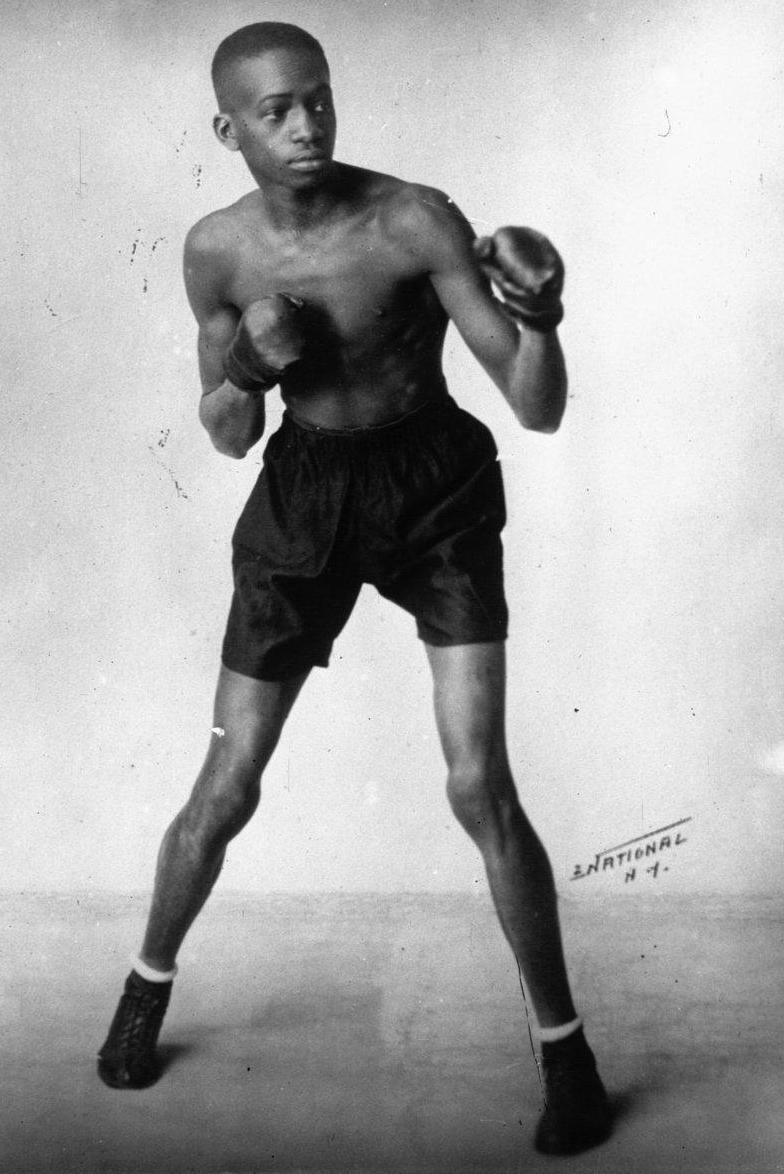
Panama Al Brown. Riuscì a mantenere il titolo mondiale nei confronti di Bernasconi dopo essere stato temporaneamente squalificato e poi riammesso a combattere

Il 19 marzo 1933 affronta per la terza volta, a Milano, il panamense Al Brown che, nel frattempo è diventato campione mondiale dei pesi gallo. È in palio il titolo.
Brown appare nervoso e, probabilmente, teme l'italiano. Nei primi tre round non fa altro che "legare" l'avversario ed è richiamato tre volte dall'arbitro. Alla quarta ripresa, infligge un colpo basso allo sfidante ed è squalificato. Bernasconi è campione del mondo.
Subito Lumianski, il manager di Brown si mette a parlare con l'arbitro inglese Jack Hart. È presente anche il commissario italiano Mazzia che, non capendo la lingua, si limita ad annuire. Fatto sta che, dopo tre minuti, Brown è riammesso a combattere e il match riprende. Brown mantiene il titolo ai punti in dodici riprese, con verdetto unanime.
Se non si fosse verificato quell'evento più unico che raro nel mondo della boxe della squalifica prima emessa e poi revocata, Bernasconi sarebbe stato il primo italiano a indossare la cintura di campione del mondo di pugilato.

### Dopo il ritiro
Bernasconi perse il titolo europeo dei gallo il 17 marzo 1934, cedendo a Nicolas Petit-Biquet ai punti in quindici riprese, in un incontro allestito al Padiglione 3 della Fiera di Milano. L'anno dopo si ritira dalla boxe.
Durante la Seconda guerra mondiale, è preso prigioniero dagli inglesi e destinato in un campo di concentramento in Rhodesia. Gli viene dato l'incarico di istruttore sportivo. A guerra finita, lavora presso una macelleria. Nel 1946 sposa Aida Martini, che aveva conosciuto anni prima a New York.
Muore a settantacinque anni il 31 gennaio 1978.